# Luceria roseocinnamomea
Luceria roseocinnamomea là một loài bướm đêm trong họ Erebidae.